# Alejandro Villanueva
Carlos Alejandro Villanueva Martínez (Lima, 4 de juny de 1908 - 11 d'abril de 1944) va ser un jugador de futbol peruà, destacat per haver jugat a l'Alianza Lima i a la selecció peruana. És considerat un dels davanters més importants de l'Alianza durant les dècades de 1920 i 1930.
Nascut a Lima, va començar la seva carrera al Teniente Ruiz, però després d'un any va marxar a l'equip on passaria la resta de la seva etapa com a jugador, l'Alianza Lima.
És conegut per haver estat el primer jugador peruà en marxar un gol de tisoreta. Alejandro Villanueva destacava per la seva manera extraordinària de conduir la pilota, així com pels seus moviments elèctrics, que li van valer el sobrenom de "Manguera".

## Palmarès

### Selecció peruana
- Medalla d'or als Jocs Bolivarians de 1938

### Club
- Alianza Lima
  - Primera Divisió: 1927, 1928, 1931, 1932, 1933
  - Segona Divisió: 1939

### Individual
- Màxim golejador de Primera Divisió: 1929, 1931

## Estadístiques

### Gols amb la selecció nacional
| #  | Data                   | Indret                  | Oponent   | Gol | Resultat final | Competició            |
| -- | ---------------------- | ----------------------- | --------- | --- | -------------- | --------------------- |
| 1. | 27 de novembre de 1927 | Lima, Perú              | Argentina | 1–1 | 1–5            | Copa Amèrica de 1927  |
| 2. | 6 d'agost de 1936      | Berlín, Alemanya        | Finlàndia | 2–0 | 7–3            | Jocs Olímpics de 1936 |
| 3. | 6 d'agost de 1936      | Berlín, Alemanya        | Finlàndia | 6–1 | 7–3            | Jocs Olímpics de 1936 |
| 4. | 8 d'agost de 1936      | Berlín, Alemanya        | Àustria   | 2–2 | 4–2            | Jocs Olímpics de 1936 |
| 5. | 8 d'agost de 1936      | Berlín, Alemanya        | Àustria   | 3–2 | 4–2            | Jocs Olímpics de 1936 |
| 6. | 27 de desembre de 1936 | Buenos Aires, Argentina | Brasil    | 2–3 | 2–3            | Copa Amèrica de 1937  |